# 光浦靖子
光浦靖子（日语：光浦 靖子，1971年5月20日—）是一位日本女性搞笑藝人，與大久保佳代子合組搞笑團體「綠洲二人組」。光浦出身日本愛知縣田原市，曾就讀愛知縣立成章高中，並在1999年從东京外国语大学的印尼语系畢業。血型為A型，隸屬於經紀公司人力舍製作（Production人力舍）旗下。

## 個人簡介
從小時候起，就與大久保佳代子在早稻田大學的組成搞笑相聲團體「綠洲二人組」。光浦也以高學歷的藝人著稱，在綜藝節目的學科知識問答單元中，以連續4回的全面優勝引起注目，讓演出老師的岡村隆史等人非常訝異。此後活躍在許多以知識問答競賽的節目中。

### 光浦的感傷事件
光浦靖子經常在日本的電視節目中說出讓自己感傷的往事，以下為其中一部份：
- 在朝日電視台的《男女糾察隊》（ロンドンハーツ）節目上發表了單身的悲傷談話。
- 由於不知道裸體圍裙是什麼東西，她在一個人洗澡的時候試著裸體穿著圍裙。但因為沒有其他圍裙，只好穿著了有史努比圖案的圍裙。而這件圍裙是特別來到東京的母親送她的。因此光浦在節目上說，這是同時侮辱了史奴比和母親。而聽到這段發言的倫敦靴子成員田村亮說「這才不是令人感傷的發言」。
- 由於自稱興趣是談「妄想的戀愛」，在節目中發表了誘惑SMAP成員木村拓哉的幻想內容，但被禁止播出，詳細內容則不明。
- 雖然身為長女，但小時候卻只能穿著別人留下的舊衣服。
- 也曾經想像自己懷孕的樣子。
- 從來不曾和男朋友一起渡過聖誕節。
- 自從在大學時代的男朋友被搭檔大久保佳代子搶走之後，就再也沒有交往的對象。
- 非常崇拜宮本浩次（日本歌手），因此經常去觀看他的演唱會，但因為本身的明星光環不足，因此從來沒被其他觀眾發現。
- 曾在日本綜藝節目中穿著黑色的晚禮服，受到許多好評。2004年夏天，在日本可口可樂公司的氣泡飲料電視廣告中穿著比基尼泳裝登場。

### 與外國人相關的事件
- 年輕時曾與搭檔大久保佳代子到東京上野公園練習表演，有一個伊朗人經過，向兩人說「可以跟妳們說一下話嗎？」，正當三人在談話時，伊朗人突然說「妳們兩人哪一個都好，請和我上床」，而光浦認為這是搭訕。
- 母親從小就說「要是不在日本的話，妳在國外一定很受歡迎。」，因此為了前往國外，而就讀了东京外国语大学，但《男女糾察隊》「吐槽大排名」單元裡，在「以外國人為調查對象，最想成為女友的女人」調查項目中，光浦卻得到最後一名。但是，將光浦放在第一名的韓國人表示「看起來很爽朗，讓人心情愉快」、義大利人表示「希望能好好看到她一路的改變」，還有一名加拿大人以「第一名除了光浦之外我沒有其他考慮」，而且沒有填寫其他名次的欄位，卻留下了電話號碼和電子郵件地址。與光浦一同合作的女星楠田枝里子也認為「光浦這種類型的女生在國外很受歡迎」，因此正在募集外國人成為男朋友。
- 據說在中國境內的某個深山中，光浦的長相是「絕世美女的黃金比例之臉」。（於男女糾察隊節目中的發言）

### 其他軼事
- 非常喜歡抽煙，成為讓男性遠離的原因之一。(現在已經戒煙)
- 若是自己沒有演出的節目，要使用自己的名字一次好像須收費2,000日元，使用照片一次則是3,000日元。（日本主持人島田紳助的發言）
- 曾向好孩子二人組（日本搞笑團體）表示，只要500日元就願意把胸部給他們看。
- 在第19屆的日本國際眼鏡綜合展覽（IOFT2006）中被表揚，獲得「第19屆最佳佩戴眼鏡獎」（演藝界）。

## 主要演出

### 綜藝節目
- 辣妹圍裙（愛のエプロン，台灣目前於JET日本台播出）
- 男女糾察隊（ロンドンハーツ，台灣目前於緯來日本台播出）

## 外部連結
- 經紀公司的官方網站（页面存档备份，存于）（日語）
- 向光浦小姐表白心意(中文)原文於小說閱讀網，只因網站問題，才逼不得已，用此網站的盜文。